# Locomotiva 0-4-0

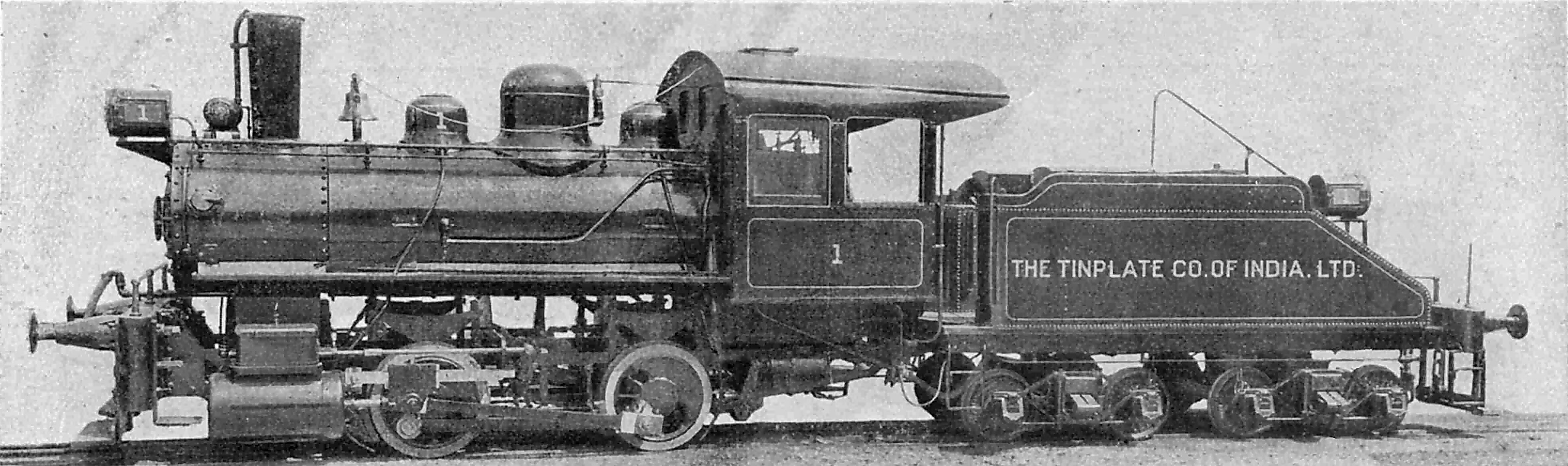
Locomotiva construída pela Vulcan Iron Works (EUA) para a Tinplate Company of India.

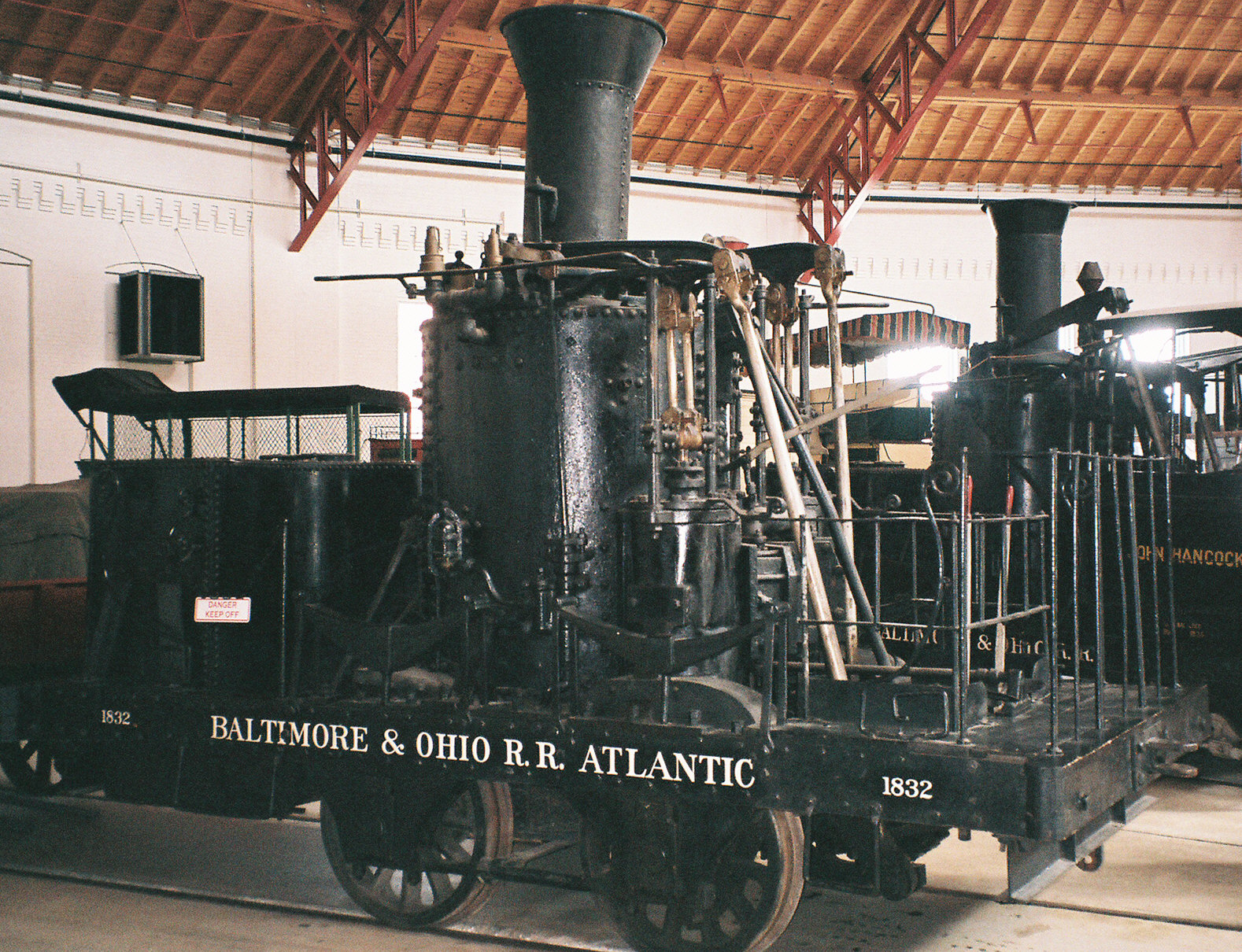
Baltimore and Ohio Railroad 0-4-0 "Atlantic" #2, conhecida como "Grasshopper" (gafanhoto), construída em 1832, é uma das mais antigas locomotivas ainda existentes.

Um arranjo 0-4-0 na Classificação Whyte para locomotivas a vapor é um dos mais simples possíveis, pois trata-se de uma máquina com dois eixos, ambos motrizes. 
Classificação UIC: B (também conhecida na Classificação Alemã e na Classificação Italiana)
Classificação Francesa: 020
Classificação Turca: 22
Classificação Suíça: 2/2
Arranjos que tem apenas rodas motrizes geralmente são usados como manobreiras, já que dispendem todo seu peso para tração, não tendo rodas guia para estabilidade em alta velocidade. 0-4-0 podem também ser locomotivas tanque ou tender. A tanque foi mais comum na Europa e a Tender nos Estados Unidos. No Brasil existiram os dois tipos. A designação 0-4-0T é utilizada para designar uma 0-4-0 tipo tanque. 
Pelos arredores de 1900, o modelo 0-4-0 foi substituído como padrão de manobreira pequena pelo 0-6-0, pois o esforço de tração de uma 0-4-0 é limitado a carga por eixo. Seu esforço de tração poderia mover apenas alguns vagões, enquanto que o das 0-6-0 era menos limitado. Entretanto as 0-4-0 continuaram a ser produzidas, aonde o uso das "grandes" 0-6-0 não era possivel. Negociar em curvas muito apertadas, e seu pequeno tamanho as vezes era vantajoso, como em ramais industriais, serviço de docas, manobreiras de oficinas, e manobras em espaços urbanos (rua). 
Modelo 0-4-0 também foi usado em locomotivas diesel, mas em menor número. As menores diesel eram 0-4-0, como a EMD Model 40 e a GE 25T